# 安德雷·戴西亞特尼科夫
安德雷·瓦列里耶维奇·戴西亞特尼科夫（俄語：Андрей Валерьевич Деся́тников，1994年5月4日—），俄羅斯籃球運動員。他現在效力於VTB籃球聯賽球隊聖彼得堡澤尼特。他也代表俄羅斯國家籃球隊參賽。

## 外部連結
- 安德雷·戴西亞特尼科夫在fiba.basketball（英语）
- 安德雷·戴西亞特尼科夫在archive.fiba.com（存檔）（英语）
- 安德雷·戴西亞特尼科夫在VTB聯賽官網（英语）
- 安德雷·戴西亞特尼科夫在Basketball-Reference.com（國際）（英语）
- 安德雷·戴西亞特尼科夫在Eurobasket.com（球員）（英语）
- 安德雷·戴西亞特尼科夫在RealGM（英语）